# جولین ویال

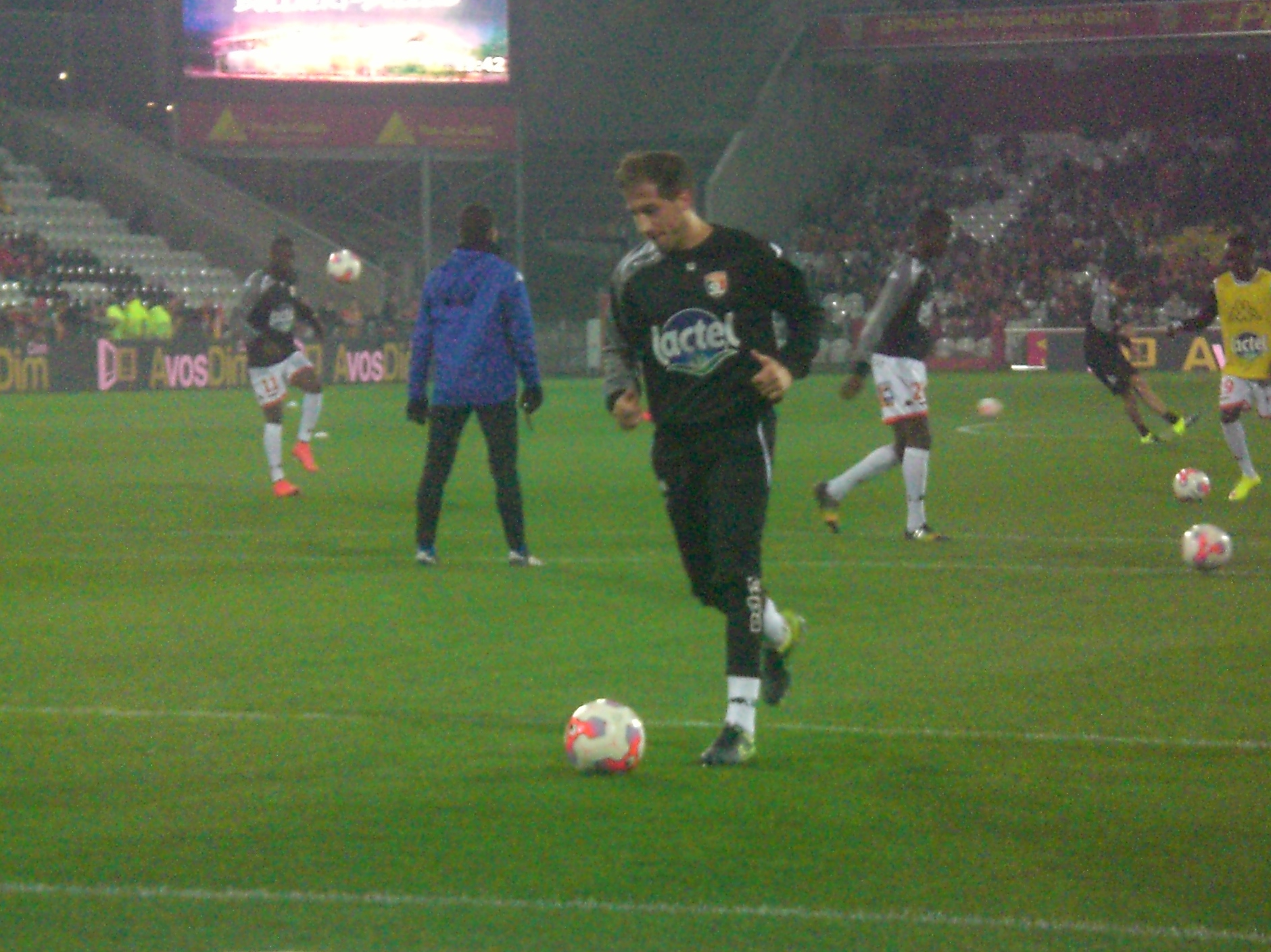
جولین ویال - ۲۰۱۵

جولین ویال (انگلیسی: Julien Viale؛ زادهٔ ۱۳ فوریهٔ ۱۹۸۲) بازیکن فوتبال اهل فرانسه است.
از باشگاه‌هایی که در آن بازی کرده‌است می‌توان به باشگاه فوتبال المپیک لیون، باشگاه فوتبال اوسر، باشگاه فوتبال استاد برستوا ۲۹، باشگاه فوتبال استاد رنس و باشگاه فوتبال آژاکسیو اشاره کرد.